# Subancistrocerus redemptus
Subancistrocerus redemptus är en stekelart som beskrevs av Giordani Soika 1965. Subancistrocerus redemptus ingår i släktet Subancistrocerus och familjen Eumenidae. Inga underarter finns listade i Catalogue of Life.